# Mastodont
Mastodont (Mastodon) je rodové jméno vymřelých amerických chobotnatců, nazývaných také nepřesně „americký mamut“.

## Název
Název vytvořil Georges Cuvier na základě tvaru stoliček zvířete kombinací starořeckých slov μαστός mastos, „bradavka, prsa“ a ὀδούς odus, 2. pád odontos, „zub“. V některých jazycích je užívána forma mastodon, která vychází z iónské varianty slova „zub“ ὀδων odón.

## Charakteristika

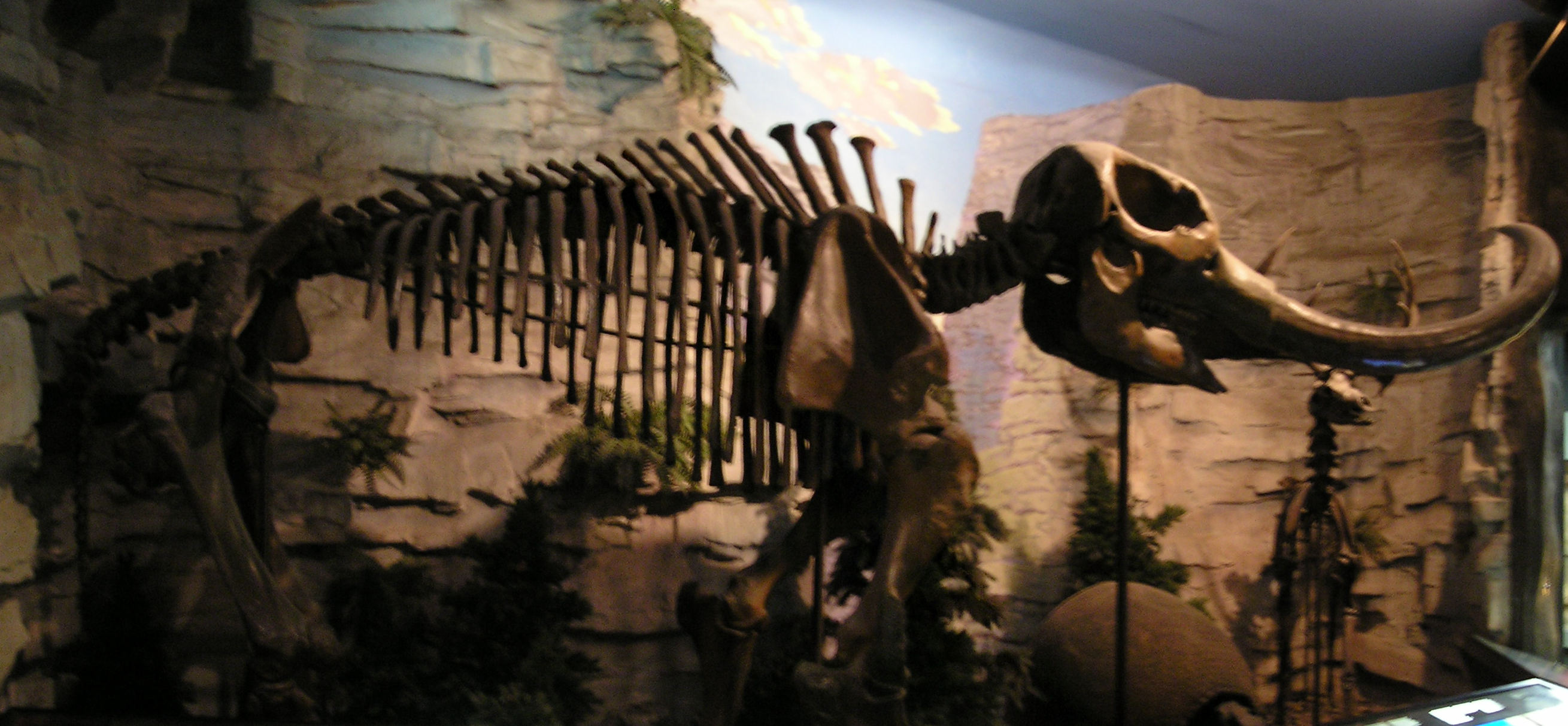
Kostra mastodonta v muzejní expozici.

Většina druhů zařazovaných v minulosti do tohoto druhu je dnes zařazována do jiných rodů, zejména Mammut, Bunolophodon, Zygolophodon, Anancus, Trilophodon, Gomphotherium. Přestože byli podobní mamutům a slonům, nebyli mastodonti blízce příbuzným rodem chobotnatců. Obývali území Severní Ameriky, Střední Ameriky či Grónska (před 2 milióny let)a to až do relativně nedávné doby před několika tisíciletími. Jejich první prokazatelné fosilie byly objeveny již roku 1705 v americkém státě New York. Největší známí jedinci měřili na výšku až 3,25 metru a vážili kolem 11 tun.

## Paleoekologie
Výzkum ukázal, že v době klimatických změn se mastodonti stěhovali na sever, přičemž dokázali urazit značné vzdálenosti v relativně krátké době.